# Puchar „Sportu” i PZHL 1982/1983
Puchar „Sportu” i PZHL 1982/1983 – druga edycja rozgrywek o Puchar „Sportu” i PZHL.

## Wyniki
Wyniki meczów rozegranych w grudniu 1982 podczas przerwy w rozgrywkach I ligi 1982/1983:
I Grupa:
- GKS Katowice – Polonia Bytom 3:3 (1:1, 1:2, 1:0)
- GKS Tychy – Podhale Nowy Targ 2:3 (1:2, 0:1, 1:0)

II Grupa:
- - Zagłębie Sosnowiec – Stoczniowiec Gdańsk 7:1 (4:1, 1:0, 2:0)
  - Naprzód Janów – Budowlani Bydgoszcz 5:4 (2:1, 2:2, 1:1)
- Ćwierćfinały (1,4.03.1983)
- ŁKS Łódź - Podhale Nowy Targ 3:4,1:7  GKS Tychy - Naprzód Janów 7:6, 6:7  BKS Bydgoszcz - Polonia Bytom	2:8, 2:8  GKS Katowice - Zagłębie Sosnowiec 1:5,

Półfinały (8 i 11 marca 1983):
- Zagłębie Sosnowiec – Polonia Bytom 4:2, 0:4
- Podhale Nowy Targ – GKS Tychy 4:4, 0:3

Finał (15 i 20 marca 1983):
- GKS Tychy – Polonia Bytom 5:2 (1-1,1-0,3-1)
- Polonia Bytom – GKS Tychy 11:2 (4:1, 4:0, 3:1)